# Magnar Isaksen
Magnar Isaksen (Kristiansund, 13 ottobre 1910 – Oslo, 8 giugno 1979) è stato un calciatore norvegese, di ruolo attaccante.

## Carriera

### Club
Isaksen giocò per il Kristiansund e per il Lyn Oslo.

### Nazionale
Totalizzò 14 incontri per la Norvegia, con 5 reti all'attivo. Partecipò ai Giochi della XI Olimpiade (conquistando la medaglia di bronzo) e al campionato del mondo 1938. Esordì il 26 luglio 1936, nel successo per 3-4 contro la Svezia, a Stoccolma, partita in cui andò anche a segno.